# Mariano Rojas
Mariano Rojas Gil (n. Cieza (Múrcia); 12 de junho de 1973 - f. Múrcia; 23 de junho de 1996) foi um ciclista espanhol.
Profissional desde 1994, em tão só duas temporadas e meia deu numerosas amostras da sua valia como corredor. Defendia-se tanto na contrarrelógio como na montanha, mas um acidente rodoviário acabou com a sua vida quando estava considerado como uma das grandes promessas do ciclismo espanhol.

## Biografia
Depois de uns prometedores inícios nas categorias cadete, juvenil e amador, em 1994 ingressou no ciclismo de elite no Grupo Desportivo ONZE da mão de Manolo Saiz.
Após uma primeira temporada de contacto, conseguiu seus os maiores sucessos em 1995. Com só 21 anos, e sendo o corredor mais jovem do Tour de France daquele ano, assombrou ao pelotão internacional chegando a se situar entre os dez primeiros da classificação geral daquela edição.
Uma desafortunada queda baixando o Tourmalet fez-lhe abandonar quando ia no grupo de cabeça, mas a sua actuação tinha sido suficiente para que o mundo do ciclismo se fixasse nele, num ano que, à posteriori, suporia a última vitória de Miguel Indurain no Tour, e no que já começava a lhe lhe procurar substitutos.
Em meados da temporada seguinte, a 21 de junho de 1996, sofreu um trágico acidente automobilístico quando se dirigia a disputar os Campeonatos da Espanha.
 Depois de dois dias debatendo entre a vida e a morte, finalmente faleceu no Hospital Virgen da Arrixaca de Múrcia.
 A sua morte causou comoção, especialmente no mundo do ciclismo e na sociedade murciana.
Todos os anos se lhe homenageia num Memorial que se celebra por terras murcianas e no que participam os melhores ciclistas das categorias Elite e Sub-23. O seu irmão José Joaquín Rojas tem recolhido sua testemunha e é profissional desde o ano 2006.

## Palmarés
Não conseguiu nenhuma vitória como profissional.

## Prêmios e reconhecimentos
- Melhor Desportista da Região de Múrcia em 1995.
- Real Ordem ao Mérito Desportivo em sua categoria de bronze a título póstumo.
- Medalha de Ouro da Região de Múrcia ao Mérito desportivo a título póstumo.
- Uma avenida da cidade de Múrcia leva o seu nome.
- Uma rua leva o seu nome nas localidades de Cehegín, Cieza, La Alberca, Alhama de Múrcia e Bullas.
- O poliesportivo de Cieza leva o seu nome.